# Espace de Wiener

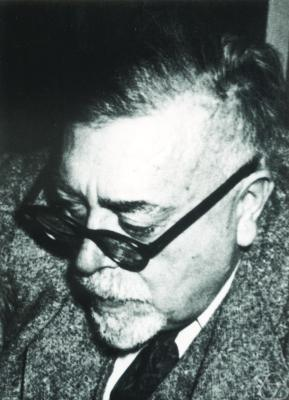
Norbert Wiener

En mathématiques, et plus précisément en analyse fonctionnelle, un espace de Wiener  (introduit par le mathématicien Norbert Wiener) est un ensemble formé de toutes les fonctions continues sur un  domaine  donné (le plus souvent un intervalle de R) et à valeurs dans un espace métrique (en général l'espace euclidien à n dimensions). Les espaces de Wiener interviennent dans l'étude des processus stochastiques.

## Définition
Soient E ⊆ Rn et un espace métrique (M, d). L'espace de Wiener C(E; M) est l'espace des fonctions continues f : E → M, c'est-à-dire que pour tout t de E, {\displaystyle d(f(s),f(t))\to 0} quand {\displaystyle |s-t|\to 0.}
Pour presque toutes les applications pratiques, on prend E = [0, T] ou [0, +∞) et M = Rn pour un n entier fixé. On notera dans la suite  C pour C([0, T]; Rn) ; c'est un espace vectoriel. On note C0 le sous-espace vectoriel de C formé des fonctions qui s'annulent en 0 ; C0 est souvent appelé l'espace de Wiener classique.

## Propriétés

### Topologie de la convergence uniforme
L'espace vectoriel C peut être muni de la norme uniforme
{\displaystyle \|f\|:=\sup _{t\in [0,T]}|f(t)|},
qui en fait un espace vectoriel normé, et même un espace de Banach. Elle induit une métrique sur C : {\displaystyle d(f,g):=\|f-g\|} ; la topologie correspondante est la topologie de la convergence uniforme sur [0, T].
Interprétant le domaine [0, T] comme représentant le temps et Rn comme l'espace, deux fonctions  f et g seront « proches » pour cette topologie si on peut déformer un peu l'espace pour faire coïncider les graphes de f et g en laissant le temps invariant ;  ceci contraste avec la topologie de Skorokhod, autorisant à déformer également le temps.

### Séparabilité et complétude
Pour  la topologie uniforme, C est séparable et complet :
- la séparabilité est une conséquence du théorème de Stone-Weierstrass ;
- la complétude vient de ce que la limite uniforme d'une suite de fonctions continues est elle-même continue.

En conséquence (comme tout espace de Banach séparable), C est un espace polonais.

### Tension des mesures
Le module de continuité pour une fonction f : [0, T] → Rn est défini par
{\displaystyle \omega _{f}(\delta ):=\sup \left\{|f(s)-f(t)|\left|s,t\in [0,T],|s-t|\leq \delta \right.\right\}.}
Cette définition a un sens même si f n'est pas continue, et on montre que f est continue si et seulement si son module de continuité tend vers 0 quand δ → 0, autrement dit {\displaystyle f\in C\iff \omega _{f}(\delta )\to 0} quand δ → 0.
En appliquant le théorème d'Ascoli, on peut montrer qu'une suite de mesures de probabilité {\displaystyle (\mu _{n})_{n=1}^{\infty }} sur C est tendue si et seulement si les deux conditions suivantes sont remplies :
{\displaystyle \lim _{a\to \infty }\limsup _{n\to \infty }\mu _{n}\{f\in C||f(0)|\geq a\}=0,} et
{\displaystyle \lim _{\delta \to 0}\limsup _{n\to \infty }\mu _{n}\{f\in C|\omega _{f}(\delta )\geq \varepsilon \}=0} pour tout ε > 0.

### Mesure de Wiener
Il y a une mesure "standard" sur C0, la mesure de Wiener (parfois dite "mesure de Wiener classique"). On peut la définir à partir du mouvement brownien, considéré comme un  processus de Markov B : [0, T] × Ω → Rn, démarrant à l'origine, avec des chemins presque sûrement continus et des incréments indépendants {\displaystyle B_{t}-B_{s}\sim \mathrm {Normal} \left(0,|t-s|\right);} la mesure de Wiener γ est alors la loi (en) du processus B.
Cette mesure est une mesure gaussienne ; en particulier, c'est une mesure de probabilité strictement positive (en).
Partant de la mesure  γ sur C0, la mesure produit γn × γ, où  γn note la mesure de Gauss sur Rn , est une mesure de probabilité  sur C.

#### La tribu de l'espace de Wiener classique
La tribu où la mesure de Wiener est définie {\displaystyle {\mathcal {B}}(C_{0})=C_{0}\cap {\mathcal {B}}^{[0,T)}(\mathbb {R} ^{n})=\sigma (Y_{t}:t\in [0,T])}  est la plus petite tribu telle que les applications de coordonnées {\displaystyle Y_{t}:C_{0}\to \mathbb {R} ^{n},\;y_{t}\mapsto \omega (t)} soient mesurables.